# 2018年美国联盟分区赛
2018年美國聯盟分區賽是美國聯盟季後賽第一輪，採用的是5戰3勝制，勝出的2支球隊將會得到美聯冠軍賽的資格。3支分區冠軍球隊和2支外卡球隊獲勝的球隊將參與此次賽事。本賽事在2018年10月5日至10月11日舉行，參賽的4支球隊是：
- 波士頓紅襪（美聯東區冠軍，108勝54敗）對上紐約洋基（外卡資格，100勝62敗）
- 休士頓太空人（美聯西區冠軍，103勝59敗）對上 克里夫蘭印地安人（美聯中區冠軍，91勝71敗）

最終紅襪3勝1敗淘汰洋基，太空人3連勝橫掃印地安人，紅襪和太空人晉級美聯冠軍戰。

## 波士頓紅襪對紐約洋基
紅襪3比1晉級
| 場次 | 客隊 | 比分  | 主隊 | 日期    | 場地       | 觀眾人數 |
| ---- | ---- | ----- | ---- | ------- | ---------- | -------- |
| 1    | 洋基 | 4：5  | 紅襪 | 10月5日 | 芬威球場   | 39,059   |
| 2    | 洋基 | 6：2  | 紅襪 | 10月6日 | 芬威球場   | 39,151   |
| 3    | 紅襪 | 16：1 | 洋基 | 10月8日 | 洋基體育場 | 49,657   |
| 4    | 紅襪 | 4：3  | 洋基 | 10月9日 | 洋基體育場 | 49,641   |

### 10月5日 第一場
麻薩諸塞州，波士頓，芬威球場
史上第1次，基襪世仇在ALDS上演，J·D·馬丁尼茲一下先來發3分炮重挫J·A·哈普，讓洋基先發左投本戰僅投2+局就狂丟5分。
以逸待勞的紅襪，在外卡割喉戰老早就將王牌左投克里斯·塞爾放在G1，他也在前5局展現壓制力。
不過從6上開始，洋基吹起反攻號角。Chris Sale退場時留下的2位跑者，牛棚都讓他們回到本壘；「法官」亞倫·賈吉9上於波士頓開庭，讓分差只剩下1分，但Craig Kimbrel及時回神，紅襪終場5：4旗開得勝。
而這個基襪系列賽開始前，洋基居然強行穿越罷工示威群眾進飯店辦理入住手續，這行徑不但惹惱了波士頓罷工群眾，連大聯盟工會和自家人都不挺。
| 紐約洋基 | 0 | 0 | 0 | 0 | 0 | 2 | 1 | 0 | 1 | 4 | 10 | 0 |
| 波士頓紅襪 | 3 | 0 | 2 | 0 | 0 | 0 | 0 | 0 | X | 5 | 8  | 0 |
| 勝投： 克里斯·塞爾 (1-0) 敗投： J·A·哈普 (0-1) 救援成功： 克雷格·金布雷爾 (1SV) 全壘打： 洋基：亞倫·賈吉 (9上，1分) 紅襪：J·D·馬丁尼茲 (1下，3分) |   |   |   |   |   |   |   |   |   |   |    |   |

### 10月6日 第二場
麻薩諸塞州，波士頓，芬威球場
第二戰，紅襪派出大衛·普萊斯對決洋基的田中將大，而常被戲稱有「季後賽魔咒」、「恐基症」的普萊斯壓制不住洋基打線，一局上就被亞倫·賈吉擊出陽春砲失分。2局上，「海怪」蓋瑞·桑契斯也擊出陽春砲再下一城。安德魯·麥卡琴也擊出安打讓洋基得到第3分，這也把David Price打退場，總計他僅投1.2局，被擊出3支安打失3分。
相對於普萊斯，洋基的先發投手田中將大則是表現較為穩健許多。總計他5局僅被擊出3安失1分。唯一失分是在4局下，被贊德爾·柏加茲擊出陽春砲失分。
7局上半，一出局一三壘有人，海怪達成單場雙響，一支3分砲替洋基拉開分差至6比1。
7局下半，紅襪雖然靠著伊恩·金斯勒擊出二壘安打送回米契·莫蘭德，追回一分。但是後面未能延續攻勢，最終洋基6比2贏球，成為2018年聯盟分區賽第一支在客場贏球的球隊。
| 紐約洋基 | 1 | 2 | 0 | 0 | 0 | 0 | 3 | 0 | 0 | 6 | 8 | 0 |
| 波士頓紅襪 | 0 | 0 | 0 | 1 | 0 | 0 | 1 | 0 | 0 | 2 | 5 | 1 |
| 勝投： 田中將大 (1-0) 敗投： David Price (0-1) 全壘打： 洋基：亞倫·賈吉 (1上，1分)、Gary Sanchez 2 (2上，1分、7上，3分) 紅襪：贊德爾·柏加茲 (4下，1分) |   |   |   |   |   |   |   |   |   |   |   |   |

### 10月8日 第三場
紐約州，紐約，洋基體育場
回到溫暖的主場，洋基在第3戰派出在外卡戰取勝的路易斯·賽維里諾先發，對決紅襪Nathan Eovaldi，沒想到等待滿場球迷的，竟然是一場大屠殺。
紅襪在2上靠著Christian Vazquez的內野安打得到第一分，3上再靠單局3支安打再得2分，4上更從布羅克·霍特的安打開始，展開水銀瀉地的攻勢。Luis Severino被打爆，後面上來的牛棚也扛不住，蘭斯·林恩甚至還在投手丘上摔一跤。而點燃引信的Brock Holt用清壘三壘安打收尾，紅襪單局得到7分。
比賽完全失去控制，8局打完已落後13分的洋基，把捕手Austin Romine派上場當發球機，結果被Brock Holt擊出兩分全壘打，成為史上首位在季後賽達成完全打擊的球員。終場紅襪以16：1大勝洋基，不只系列賽取得聽牌優勢，也報了G2洋基客場獲勝後播放主場勝利歌曲的一箭之仇。
| 波士頓紅襪                                                                                             | 0 | 1 | 2 | 7 | 0 | 0 | 1 | 3 | 2 | 16 | 18 | 0 |
| 紐約洋基                                                                                               | 0 | 0 | 0 | 1 | 0 | 0 | 0 | 0 | 0 | 1  | 5  | 0 |
| 勝投： Nathan Eovaldi (1-0) 敗投： 路易斯·賽維里諾 (0-1) 全壘打： 紅襪：布羅克·霍特(9上，2分) 洋基：無 |   |   |   |   |   |   |   |   |   |    |    |   |

### 10月9日 第四場
紐約州，紐約，洋基體育場
紅襪瑞克·波瑟羅延後一天登板，但威力不減，讓洋基直到5上才讓洋基靠著布萊特·加德納擊出高飛犧牲打丟掉第1分。
洋基推出C·C·沙巴西亞試圖延續生機，但他本戰狀況不理想，3上紅襪靠著J·D·馬丁尼茲的高飛犧牲打得到第一分。之後再靠著伊恩·金斯勒和愛德華多·努涅斯的安打追加2分。4局上，Christian Vazquez對Zach Britton擊出陽春砲，紅襪4比0領先。
為了在這場比賽將洋基終結掉，紅襪甚至在8下直接把Chris Sale推出來吃1局。9下克雷格·金布雷爾上演劇場，不但搞成滿壘，還對Neil Walker投出觸身球，奉送洋基第2分，接著蓋瑞·桑契斯擊出雷聲大雨點小的高飛犧牲打，洋基追至3：4。不過葛雷伯·托雷斯擊出滾地球出局，紅襪最終4：3收下勝利，繼2013年後再度闖入美聯冠軍賽。
| 波士頓紅襪 | 0 | 0 | 3 | 1 | 0 | 0 | 0 | 0 | 0 | 4 | 8 | 0 |
| 紐約洋基 | 0 | 0 | 0 | 0 | 1 | 0 | 0 | 0 | 2 | 3 | 5 | 1 |
| 勝投： 瑞克·波瑟羅 (1-0) 敗投： C·C·沙巴西亞 (0-1) 救援成功： 克雷格·金布雷爾 (1) 全壘打： 紅襪：Christian Vazquez (4上，1分) 洋基：無 |   |   |   |   |   |   |   |   |   |   |   |   |

## 休士頓太空人對克里夫蘭印地安人
太空人3比0晉級
| 場次 | 客隊     | 比分  | 主隊     | 日期    | 場地           | 觀眾人數 |
| ---- | -------- | ----- | -------- | ------- | -------------- | -------- |
| 1    | 印地安人 | 2：7  | 太空人   | 10月5日 | 美粒果公園球場 | 43,514   |
| 2    | 印地安人 | 1：3  | 太空人   | 10月6日 | 美粒果公園球場 | 43,520   |
| 3    | 太空人   | 11：3 | 印地安人 | 10月8日 | 進步球場       | 37,252   |

### 10月5日 第一場
德克薩斯州，休士頓，美粒果公園球場
印地安人派出本季豪奪20勝的王牌投手柯瑞·克勞柏先發，強碰太空人的賈斯丁·韋蘭德。
雙方前3局相安無事，但4下艾力克斯·布萊格曼的陽春砲突破僵局，隨後Josh Reddick也補上帶有打點的安打，太空人取得2：0領先。
5局下，開路先鋒喬治·史普林格一棒掃出左外野陽春砲，接著荷西·奧圖維也跟著開轟，太空人擴大領先到4：0，也把Corey Kluber給打退場，後者今天僅投只投4.2局就丟掉4分。
不過在6局上，Justin Verlander也遇到麻煩，讓對手攻佔滿壘後退場，接手的Ryan Pressly又暴投丟分，印地安人該局追回2分，比數變成2：4。
太空人打線在7下再度開火，捕手Martin Maldonado敲出太空人單場第4發陽春砲，隨後Alex Bregman和Josh Reddick也分別敲出帶有打點的安打，太空人再度拉開分差為7：2，也順利鎖定勝局。
| 克里夫蘭印地安人 | 0 | 0 | 0 | 0 | 0 | 2 | 0 | 0 | 0 | 2 | 3  | 0 |
| 休士頓太空人 | 0 | 0 | 0 | 2 | 2 | 0 | 2 | 1 | x | 7 | 12 | 0 |
| 勝投： 賈斯丁·韋蘭德 (1–0) 敗投： 柯瑞·克勞柏 (0–1) 全壘打： 印地安人：無 太空人：Alex Bregman (4下，1分)、George Springer (5下，1分)、荷西·奧圖維 (5下，1分)、Martín Maldonado (7下，1分) |   |   |   |   |   |   |   |   |   |   |    |   |

### 10月6日 第二場
德克薩斯州，休士頓，美粒果公園球場
為了避免陷入絕對劣勢，印地安人推出陣中第2位單季200+K的Carlos Carrasco對決太空人的Gerrit Cole。
印地安人在3上2出局由Francisco Lindor敲出右外野方向全壘打，幫助印地安人取得1比0領先，不過這也是印地安人唯一的得分。Gerrit Cole主投7局只被敲出3支安打失1分，狂送12K。
落後的太空人悶了5局，6局終於掌握到得分機會，荷西·奧圖維一個可能滾出界的軟弱滾地球，Josh Donaldson眼看小巨人起跑跌一跤想直接解決，沒想到傳得太過用力（紀錄給安打），接著Alex Bregman選到保送，形成一二壘有人局面。一人出局後印地安人換下用球數顯然還不多的Carlos Carrasco，讓Andrew Miller上場滅火，沒想到Andrew Miller早就不是2年前那個大殺四方的王牌牛棚，被Marvin Gonzalez敲出二壘安打，太空人不只跑回追平分，連超前分都因為外野手的隱形失誤跟著回來。太空人比分反超為2：1。接著Andrew Miller又搞成滿壘，也讓太空人換上Evan Gettis代打試圖一拳KO對手，但印地安人第3任投手Trevor Bauer順利止血。
7下Alex Bregman又敲出陽春全壘打，直接宣判印地安人死刑。最終G2印地安人1：3落敗，系列戰處於0：2不利局面。
| 克里夫蘭印地安人 | 0 | 0 | 1 | 0 | 0 | 0 | 0 | 0 | 0 | 1 | 3 | 0 |
| 休士頓太空人 | 0 | 0 | 0 | 0 | 0 | 2 | 1 | 0 | x | 3 | 9 | 0 |
| 勝投： 格里特·柯爾 (1–0) 敗投： Carlos Carrasco (0–1) 救援成功： Roberto Osuna (1) 全壘打： 印地安人：Francisco Lindor (3上，1分) 太空人：艾力克斯·布萊格曼 (7下，1分) |   |   |   |   |   |   |   |   |   |   |   |   |

### 10月8日 第三場
俄亥俄州，克里夫蘭，進步球場
再輸就要提前放假的印地安人，推出本季陣中第4個單季200+K的Mike Clevenger對決太空人左投達拉斯·凱戈。2人都主投5局，Mike Clevenger不僅略勝一籌，9張老K更是只比印地安人前2戰總和少1K。
3局下，印地安人靠著高飛犧牲打先馳得點。雖然5上喬治·史普林格擊出陽春砲追平比數，不過5下Francisco Lindor馬上回敬一支陽春炮，印地安人2：1領先。
6局上半，印地安人換上Trevor Bauer接替用球數過多的Mike Clevenger，但他在7上遇上亂流，被打出3支安打，一次保送，太空人單局灌進3分逆轉戰局，8上更靠著喬治·史普林格單場第2發陽春砲，以及原先陷入大低潮的卡洛斯·柯瑞亞3分砲，讓太空人吞下6分大局。太空人終場11：3大勝印地安人，不僅橫掃對手晉級，也是連2年晉級美聯冠軍戰。
| 休士頓太空人 | 0 | 0 | 0 | 0 | 1 | 0 | 3 | 6 | 1 | 11 | 13 | 0 |
| 克里夫蘭印地安人 | 0 | 0 | 1 | 0 | 1 | 0 | 0 | 0 | 1 | 3  | 7  | 3 |
| 勝投： Collin McHugh (1–0) 敗投： Trevor Bauer (0–1) 全壘打： 太空人：喬治·史普林格 (5上，1分、8上，1分)、卡洛斯·柯瑞亞 (8上，3分) 印地安人：Francisco Lindor (5下，1分) |   |   |   |   |   |   |   |   |   |    |    |   |